# Asterocheres bacescui
Asterocheres bacescui is een eenoogkreeftjessoort uit de familie van de Asterocheridae. De wetenschappelijke naam van de soort is voor het eerst geldig gepubliceerd in 1965 door Marcus.